# 朴子線
朴子線，為位於臺灣嘉義市與嘉義縣港墘間，由台灣糖業公司蒜頭糖廠經營之輕便鐵路，營業線於1981年廢止。朴子市區西側段改為八德路，並在中央設有鐵支路公園，朴子車站亦闢建為公園。

## 簡介
朴子線為台灣糖業公司營業線之一，通行於港墘、朴子、蒜頭糖廠與嘉義市之間的糖鐵，客運業務在1981年停止營運。

## 路線資料
- 經營管轄：台灣糖業股份有限公司
- 軌距：762mm
- 曾設立車站數：12
- 雙線區間：全線單線
- 電化區間：無
- 開通日期：1910年開業
- 廢止日期：1980年廢止

## 車站一覽
嘉義 - 大溪厝 - 竹子腳 - 水虞厝 - 過溝 - 溪南 - 田灣 - 蒜頭 - 小槺榔 - 大槺榔 - 朴子 - 港墘。

## 現今發展
- 大溪厝車站今為嘉義公車捷運大溪厝站。[2]